# Dode hoek (schip)
Onder de dode hoek van een schip verstaan we het gebied voor de boeg van een varend schip, waarbinnen een object vanaf de plaats achter het roer niet kan worden waargenomen. De wet stelt daar een maat voor.
- Volgens SOLAS mag het zicht op het zeeoppervlak vanaf de brug niet gehinderd worden door meer dan twee scheepslengtes, of 500 meter, welke van de twee het kleinste is.[1]
- Volgens het Binnenvaartpolitiereglement en het Rijnvaartpolitiereglement mag tijdens de vaart de lading van het schip het directe of indirecte uitzicht niet meer beperken dan tot 350 m voor het schip.[2]
- Het Reglement betreffende het onderzoek van schepen op de Rijn 1995 stelt aanvullende eisen bij snelle schepen. Dat zijn schepen die ten opzichte van het water harder kunnen varen dan 40 km/h. De dode hoek mag vanaf een zittende positie en bij elke beladingstoestand niet meer bedragen dan één scheepslengte voor de boeg. Bovendien mag de som van de sectoren zonder vrij gezichtsveld van recht vooruit tot 22,5° achterlijker dan dwars aan iedere zijde niet meer dan 20° bedragen. Iedere afzonderlijke sector zonder vrij gezichtsveld mag niet meer bedragen dan 5°. De sector met vrij zicht tussen twee sectoren zonder vrij gezichtsveld mag niet minder bedragen dan 10°.[3]
- Europese richtlijn 2008/87/EG van 22 september 2008 tot wijziging van Richtlijn 2006/87/EG van het Europees Parlement en de Raad tot vaststelling van de technische voorschriften voor binnenschepen zegt dat artikel 7.2 van de richtlijn zo wordt gewijzigd dat de dode hoek voor de boeg van het lege schip met halve voorraden en zonder ballast voor de roerganger niet meer mag zijn dan tweemaal de scheepslengte of 250 m tot het wateroppervlak, al naargelang welke afstand het kortste is.

Er ontstaat een groot probleem als een klein schip, zoals een plezierjacht, in de dode hoek van een binnenschip verdwijnt. De schipper heeft in zo'n geval geen enkele mogelijkheid meer het jacht te ontwijken en geen andere keuze dan zo hard mogelijk achteruit te slaan. Er zijn binnenschepen waarbij voor die situatie een CCTV-camera op de boeg is geplaatst, hoewel dit geen goede afloop garandeert. Voor roergangers van kleine schepen is het beste advies ervoor te zorgen dat ze altijd de ogen van de roerganger van het grote oplopende schip kunnen zien.